# 欧迪尼 (埃纳省)
欧迪尼（法語：Audigny，法語發音：[odiɲi]）是法国上法蘭西大區埃纳省的一个市镇，属于韦尔万区。

## 地理
欧迪尼（49°52'11"N, 3°38'49"E）面积10.73 平方千米，位于法国上法蘭西大區埃纳省，该省份为法国北部内陆省份，北起北部省，西接索姆省和瓦兹省，东临阿登省和马恩省，西南至塞纳-马恩省，东北部与比利时接壤。
与欧迪尼接壤的市镇（或旧市镇、城区）包括：大弗拉维尼和博兰、吉斯、朗迪费和贝泰涅蒙、马基尼、皮雪和克朗略。

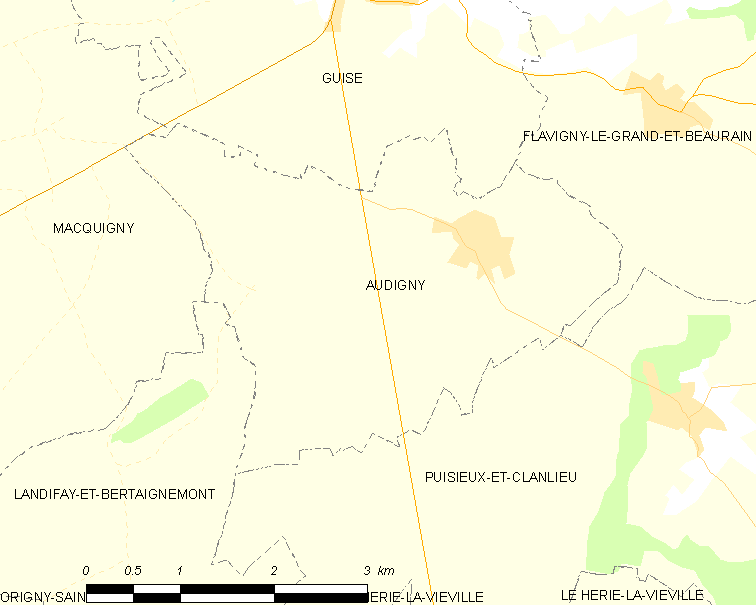
的OSM定位图

欧迪尼的时区为UTC+01:00、UTC+02:00（夏令时）。

## 行政
欧迪尼的邮政编码为02120，INSEE市镇编码为02035。

## 政治
欧迪尼所属的省级选区为吉斯县。

## 人口

1962-2008年间人口变化图示

欧迪尼于2022年1月1日时的人口数量为282人。